# 脳出血
脳出血（のうしゅっけつ、英: Intracerebral hemorrhage; ICH）とは、頭蓋内の出血病態の総称であり、一般には脳溢血として広く知られている。脳出血は脳内への出血が起こる狭義の脳内出血と、主に脳動脈瘤の破裂によって生じるクモ膜下出血に分類される。医学的には狭義での脳内出血のみを指すことがある。
- 脳内出血（いわゆる脳出血のことで、高血圧性脳出血を含む）
- クモ膜下出血
- 慢性硬膜下血腫
- 出血性脳梗塞

## 急性頭蓋内血腫
頭蓋内出血は外傷性と非外傷性に分けられ、それぞれ急性、亜急性、慢性に分類される。この場合、急性は発症後3日以内に生じるものをいい、亜急性は4日以降20日以内に生じるもの、慢性は21日以降に生じるものをいう。
外傷性頭蓋内出血の多くは急性頭蓋内血腫 acute intracranial hematoma を形成する。この急性頭蓋内血腫は血腫の部位により次の3つに分類され、概ね記載順に合併する脳損傷は少ない。
- 急性硬膜外血腫
- 急性硬膜下血腫
- 急性脳内血腫 acute intracerebral hematoma

※急性脳内血腫の多くは脳挫傷に伴うもので、受傷後数時間から半日で形成されることが多い。発生部位に応じた神経脱落徴候と意識障害が生じ、血腫が大きければ脳ヘルニアの徴候を生じる。正中偏位を生じるような大きな血腫は基本的に開頭血腫除去術が行われる。開頭血腫除去術は神経症状の改善を主目的としたものではなく救命を目的として緊急で行われることが多い外科的治療である。